# 源経光
源 経光（みなもと の つねみつ）は、平安時代後期の武士。多田源氏、下野守・源明国の次男。官位は蔵人であったとされる（『尊卑分脈』）。

## 略歴
久安2年（1146年）3月9日の夜半に経光の従兄妹にあたる官子内親王（白河天皇第五皇女）の邸宅が落雷により焼失した際、兵仗を手に執り轟く雷を追い払おうとしたところ邸に雷が落ちて震死（感電死）したとの記事が『本朝世紀』にみえている。事件の詳細については不明であるが、同書翌日条には経光が近江国建部大社の社務（具体的な経緯・詳細は不明）を執行した際に非法を行ったことから神罰が下ったとの噂が流布したとある。また、事件当日は経光の妻も側にあったが彼女は奇跡的に無事であり、官子内親王も無事で近隣の藤原定信宅に避難したという。
なお、『本朝世紀』にはこの経光の所持していた兵仗に対し「俗に之奈木奈多と号す」との記述があり、薙刀の初見とされている。